# Sita (renskötsel)

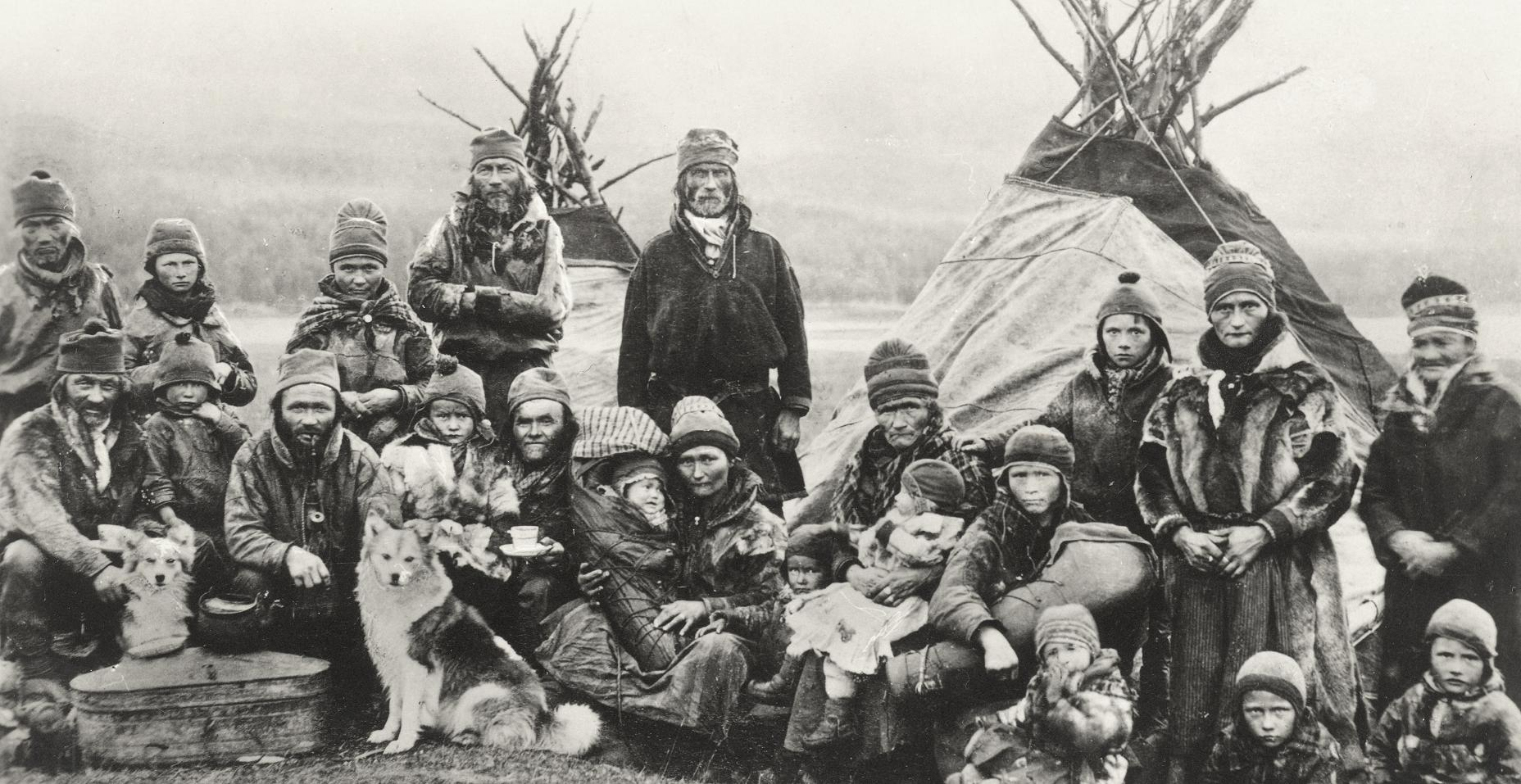
En sita med tältkåtor i Finnmark fylke i början av 1900-talet.

Sita eller sit är en grupp av renskötande samer, vanligen ett antal personer som sköter sina renar tillsammans, men inom skoltsamiskt område också en större samfällighet.

## Etymologi
Sita (bestämd form: sitan; plural: sitor) är ett lånord från nordsamiskans siida, medan sit (bestämd form: siten; plural: siter) kommer från det skoltsamiska ordet sijdd. På sydsamiska heter motsvarande ord sijte.

## Sitan som flyttlag

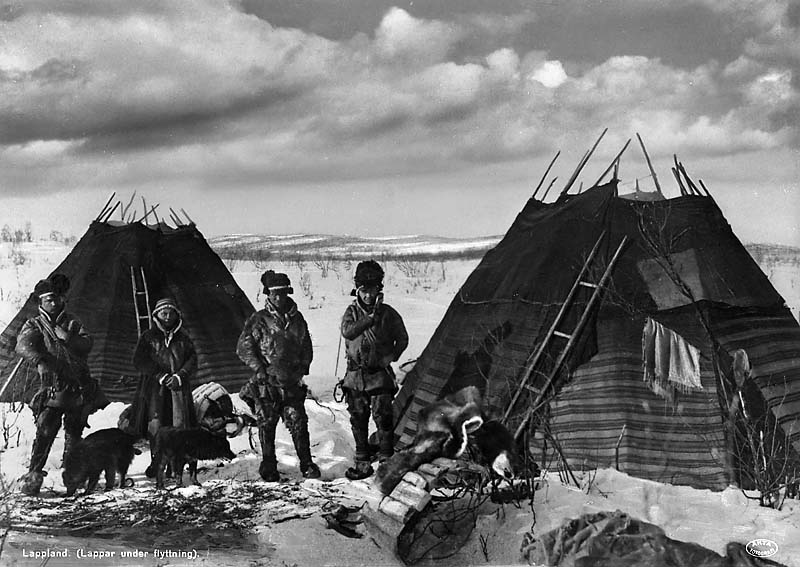
Inom svensk renskötsel används ordet sita framför allt om vintergruppen.

Den absolut vanligaste betydelsen av ordet sita är ett flytt- eller arbetslag, det vill säga de familjer som tillsammans flyttar med sina renar och organiserar det dagliga arbetet sinsemellan (som minst kan sitan bestå av en ensam renägare).
Inom modern renskötsel i Sverige (åtminstone inom Jokkmokksområdet) används ordet fortfarande om den mindre del av samebyn som kallas för vintergruppen, alltså den grupp av renskötare som håller sina renar inom samma vinterbetesområde. Under resten av året bedrivs renskötseln mer kollektivt inom hela samebyn och det sker då ingen uppdelning i sitor.

## Sitan som samisk samhällsbildning
Inom skoltsamiskt område har ordet även betecknat en större grupp av människor, motsvarande den historiska lappbyn. Det var i den senare betydelsen som ordet först finns belagt från svensk text (i formen sit). Det skedde i en studie av skolterna i Petsamo-området som publicerades 1929 av den finländske geografen Väinö Tanner.  Han menade att siten bestod av två element, sitfolket och sitjorden. Sitfolket var de personer som nyttjade samma vinterboplats, talvsijd. De förfogade gemensamt över ett större geografiskt område som Tanner kallade för sitjorden.
Väinö Tanners forskning fick stort genomslag, och därför har ordet sit eller sita som beteckning på hela lappbyn emellanåt använts för förhållanden även utanför det skoltsamiska området, särskilt om tiden före kolonisationen.
Denna användning av ordet sita har på senare år mötts av skarp kritik. Det har påpekats att Tanner drog långtgående slutsatser om skoltsamernas samhälle utifrån föreställningen att det hade utvecklats i isolering från omgivande folk, medan skoltsamerna i själva verket knappast varit mindre utsatta för religiös, ekonomisk och geopolitisk påverkan än samerna i övriga länder.
Kerstin Eidlitz Kuoljok har dessutom påpekat att Tanners skoltsamiska sita i själva verket var en rysk pogost och att de traditioner som han beskrev har sin motsvarighet i en rysk förordning från 1861 som reglerar den byorganisationernas självstyre. Med andra ord kan förhållanden som gäller den skoltsamiska sitan inte utan vidare överföras på andra delar av det samiska området.